# Лим Дон Хён
Лим Дон Хён (кор. 임동현; род. 15 мая 1986, Чхонджу, Чхунчхон-Пукто, Южная Корея) — корейский спортсмен, двукратный олимпийский чемпион по стрельбе из лука в командном первенстве 2004 и 2008 годов. Многократный чемпион мира как в личном так и в командном первенстве, действующий рекордсмен мира (личное и командное первенство), последний раз обновил рекорды 27 июля 2012 года на Олимпийских играх 2012 года в Лондоне.

## Техника стрельбы
Левый глаз стрелка видит только на 10 процентов от нормы, а правый – на 20. При этом кореец не носит контактных линз или очков и ориентируется по ярким цветам на мишени. Спортсмен страдает тяжелой формой близорукости и с трудом видит цель. Лим не носит ни очков, ни линз, а также отказывается от лазерной коррекции зрения. Его секрет в том, что с помощью мышечной памяти он развил в себе феноменальное чутье выстрела. Это результат длительных тренировок, в ходе которых спортсмен снова и снова отрабатывает одно и то же движение..

## Государственные награды
- Орден «За спортивные заслуги» 1 класса Республики Корея — орден Синего дракона (26 апреля 2006)